# هوغو ميراندا
هوغو ميراندا (بالإسبانية: Hugo Miranda)‏ (8 أغسطس 1980 بأسونسيون في باراغواي - ) هو مدرب كرة قدم ولاعب كرة قدم باراغواياني في مركز الدفاع. لعب مع أوليمبيا أسونسيون وسيرو بورتينيو وميبا ونادي لاهتي وClub Sport Colombia ‏ وFF Jaro ‏ وTotal Chalaco ‏.

## وصلات خارجية
- هوغو ميراندا على موقع قاعدة بيانات كرة القدم.إي يو (الإنجليزية)